# 詩音 (AV女優)
詩音（しおん、1989年3月21日 - ）は、日本のAV女優。
身長:164cm。スリーサイズ:B87(D)・W61・H90。
趣味・特技:映画鑑賞、料理、英語
なお、宇宙企画専属女優として活躍した同じAV女優の詩音とは別人である。

## 略歴・人物
2007年11月に『18歳ハーフ美少女の黒人&白人洋ピンFUCK』でデビューしたハーフのAV女優である。

## 出演作品

### アダルトビデオ
2007年
- 18歳ハーフ美少女の黒人&白人洋ピンFUCK （11月1日、MOODYZ）
- 巨乳レズビアン全身パイズリエクスタシー （12月19日、クロス）

2008年
- 失禁晩餐会 おもらし三昧 ～若奥様の恥蜜～ （2月1日、AVS）…オムニバス作品
- FAT GIRL SLIM DANCING （2月1日、AVS）
- オトコのスケベな妄想シリーズ VOL.11 Hな催眠術を手に入れた!! （2月7日、SODクリエイト）
- 現役キックボクサーがAVデビュー! （2月21日、ROCKET）
- 盗撮 豊胸全身ハンドオイルエステ 4 （3月8日、ラハイナ東海）…オムニバス作品
- 淫行性感開発マッサージ 女子校生連続アクメ盗撮 （3月15日、ラハイナ東海）…オムニバス作品
- 包茎硬チンまんこに擦りつけ痴女子校生 （3月22日、ラハイナ東海）…オムニバス作品
- 盗撮 隠しカメラ 女子校生編 詩音 18才 潮吹き・淫ら腰・求愛ダンス・激!騎乗娘! （3月25日、なにわ書店）
- 現役キックボクサー VS サンドバック志願の男達 （4月25日、セカンドフェイス）
- アナルバイブの虜 1 （5月2日、プールクラブ・エンタテインメント）…オムニバス作品
- 乳首が感じる女たち 2 （5月2日、OFFICE K'S）…オムニバス作品
- 女子校生のディルドオナニー 2 （5月2日、OFFICE K'S）…オムニバス作品
- 女子高生のアナル舐め手コキ （5月2日、虎堂）…オムニバス作品
- ギャルだらけの逆チカン路線バス! vol.2 （5月8日 GARCON）
- こだわりの手コキ 4時間SP 8 30人のハンドメイド （5月10日、隼エージェンシー）…オムニバス作品
- 女装子レズ 4 （5月24日、レイディックス）
- 女子校生 ベロ舐め 高速亀頭責め ガマン汁手コキ 1 （5月25日 、ジャネス）…オムニバス作品
- べろ まんこ けつ穴 れずオナニー 2 （5月26日、アイリング）…オムニバス作品
- 突然、ベロ舐め尻穴弄り高速亀頭責め 2 （5月31日、ラハイナ東海）…オムニバス作品
- エロエロ教育推進校シリーズ Hな看護師に育てます （6月5日、V&Rプロダクツ）
- カラータイツ 2 （6月5日、フリーダム）
- OLの黒ソックス （6月5日、フリーダム）
- 拷問マゾ玩具 連続イカせ調教3 （7月1日、CORE）
- 女子小○生の集団によってたかって辱められてみませんか? （7月1日、エッジ）
- OLの黒ソックス （7月5日、フリーダム）
- 美少女の足裏 7 （7月5日、フリーダム）…オムニバス作品
- Demolition Woman （7月10日、C-Format）
- 閉ざされた未来と絶望的な現実と… （7月10日、C-Format）…オムニバス作品
- フェラコレ2008夏SP （7月12日、隼エージェンシー）…オムニバス作品
- 美脚クラブ180 （7月19日、ミスター・インパクト）…オムニバス作品
- 女子校生ブルマ顔騎放尿 （7月20日、C-Format）…オムニバス作品
- サド女達の密室監禁調教 （7月20日、C-Format）
- 緊縛イラマチオ 10人の口便器女 （8月1日、コア）…オムニバス作品
- 女子大生限定「パジャマパーティー」にこっそり潜入したら…ボクのま○こもち○こ!?も犯されちゃった! （8月6日、SODクリエイト）
- 美少女の足裏 7 （8月6日、フリーダム）…オムニバス作品
- 無視（シカト）レイプ （8月21日、SODクリエイト）…オムニバス作品
- ギャルのニーソックス 5 （9月5日、フリーダム）…オムニバス作品
- レイプ願望の女 （9月18日、SODクリエイト）…オムニバス作品
- 悶絶フィスト拷問 （10月23日 ナチュラルハイ）
- 縛悦羞恥マゾ・Shion （10月24日 アヴァ）
- 悶絶2穴拷問 フィストファック×アナルファック×ファッキングマシーン （11月1日、CORE）
- 号泣ビンタ イラマ開脚責め （11月1日、シネマジック）
- 猥褻 紐オナニー 卑猥 （11月5日、C-Format）…オムニバス作品
- スグに壊れる日焼けマシーンを設置したギャル専用日焼けサロンを開いて犯す （11月22日、カッコイイ!）…オムニバス作品 ※AVグランプリ2009 エントリー作品
- 激情M淫縛調教 縄好き美乳マゾ （11月22日、アートビデオ）…オムニバス作品 ※AVグランプリ2009 エントリー作品
- すっぴん （11月25日、しのだプロジェクト）…オムニバス作品
- 真 女格闘家VSレイプ魔 （12月4日、SODクリエイト）…オムニバス作品
- パンチ&ビンタ （12月15日、オンエアー）
- 騎乗位好きのSオンナ集まれ! （12月16日、スターゲート）…オムニバス作品
- 至極、地獄、極楽。 chapter.6 （12月19日、十色）
- 人妻ナンパ中出しレイプ （12月14日、TMA）…オムニバス作品

2009年
- 絶頂オーガズムVIP （1月13日、AVS）
- 女子校生強制中出し 17 (1月15日 隼エージェンシー)…オムニバス作品
- レイプ!美少女格闘家VS無制限輪姦部隊! （2月5日、サディスティックヴィレッジ）
- 野外暴行 （2月6日、OFFICE K'S）…オムニバス作品
- ちゃんと見ててね、私のオナニーはじめるわよ!! （2月20日、十色）…オムニバス作品
- いてもいなくても仕事にならぬ 男の群れで働く女 （2月25日、ながえスタイル）…オムニバス作品
- ヒロインエロファイト 003 (3月13日 ギガ)
- 斬闇のダルク (3月13日 ギガ)
- ヒロインエロファイト 004 (3月27日 ギガ)
- 転校したら男は僕一人ぼっちだった…。6 (4月4日 アキノリ)
- 誘惑夫人2 真波紫乃 (4月10日 ドリームステージ)
- フェラコレ2009春SP　30人のフェラジェンヌ (4月15日 隼エージェンシー)…オムニバス作品
- 極上手コキ vol.5 (4月19日、ミスター・インパクト)…オムニバス作品
- 抱きたい!おやじ好みの借金娘たち （4月25日、ながえスタイル）…オムニバス作品
- 日本国民全裸の日 3 (5月7日 アキノリ)

　他

### テレビ
- I Love ぷるる～ん娘（MONDO21）